# رادوانکی (استان لهستان بزرگ‌تر)
رادوانکی (به لهستانی:  Radwanki) یک روستا در لهستان است که در گمینا مارگونگن واقع شده‌است.